# フライングマン
フライングマンは、日本のお笑いコンビである。2010年8月結成、2012年解散。

## メンバー
石川 勇樹（いしかわ ゆうき、1982年11月22日 - ）
- 愛知県出身。
- 身長165cm AB型
- 趣味 漫画を読む、夢占い、ベースを弾く
- 特技 タイピング

五十嵐 翔（いがらし しょう、1986年2月21日 - ）
- 茨城県出身。
- 身長171cm A型
- 趣味 アニメ鑑賞
- 特技 卓球

## 経歴
石川はかつて、名古屋吉本に所属していた。名古屋吉本時代は、トリオ「777」で活動。解散後、事務所をプライムに移しコンビ「ザクマシンガン」を結成するが、2010年7月に解散。五十嵐と共にコンビ「フライングマン」を結成。
五十嵐は、東京アナウンス学院お笑いタレント科出身。そこでコンビ「フィフティーカーニバル」を結成しサンミュージックに所属するが、2010年5月にコンビ解散。石川と共にコンビ「フライングマン」を結成。
フリーランスで活動していたが、2012年に解散。石川はコンビ「トブ電波。」を結成し、SMA NEET Projectに所属していたが、2019年に解散してフリーとなる。アンジャッシュの渡部建のものまねなどで活動している。

## 出演
メディア
- 石川は、NHK『ビットワールド』のコーナー「ビットやねん!」のアニメキャラクターの声で出演。
- 五十嵐は、映画『GANTZ』のネギ星人役で出演。

ライブ
- ぱだれふ
- イノセントスカイ

など